# Az-Zabadani
Az-Zabadani (arab. الزبداني) – miasto w Syrii, w muhafazie Damaszek. W 2004 roku miasto liczyło 26 285 mieszkańców. Leży w pobliżu granicy z Libanem.